# Filemó Pi

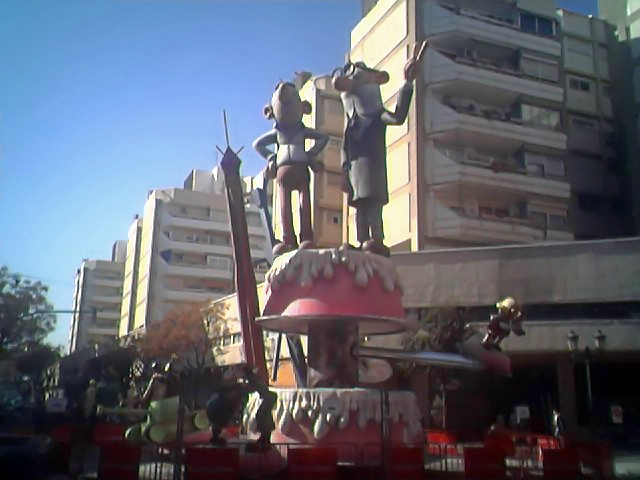
Mortadel·lo i Filemó, fets ninot de Falla.

Filemó Pi (rarament citat com a Filemón Gutiérrez o Filemón Pérez) és un personatge de ficció creat per Francisco Ibáñez en 1958 per a la seua sèrie de còmic Mortadel·lo i Filemó, sent el protagonista de la mateixa al costat del seu subaltern Mortadel·lo. Com a influència de la postguerra, ambdós noms evoquen a aliments; el nom Filemó vindria doncs, de "filetón", filet gran. En formar part de la T.I.A. a partir de la historieta El Sulfat Atòmic (1969), passa de ser l'únic cap de Mortadel·lo a respondre davant del Superintendent Vicent.

## Aspecte
Malgrat ser el cap de Mortadelo, és una mica més baix que ell. En els primers anys de la seva publicació tenia el nas més aguilenc, portava una gran pipa a la boca i una indumentària similar al de Sherlock Holmes: Jaqueta i barret de pelfa (en el número 1404 de Pulgarcito va arribar fins i tot a vestir l'impermeable i barret de quadres característic de la majoria de les il·lustracions de Holmes).
Aquest primitiu aspecte va anar depurant-se amb el temps, adquirint aviat un aspecte similar a l'actual: Filemó va anar reduint gradualment el seu nas llarg i aguilenc i la seua indumentària va passar a consistir en una corbata de llacet negra, camisa blanca, pantalons generalment vermells i, a vegades, jaqueta a joc. Té només dos cabells al cap.
Com a superior del Duo, té fluids coneixements de Biologia, Geografia, Geologia...

## Accions recurrents

### AmbMortadel·lo
- Filemó aparenta ser més intel·ligent, seriós i responsable que Mortadel·lo.
- A Filemó no li agrada que Mortadel·lo s'estiga emprovant disfresses a tota hora.
- Filemó s'emporta colps a conseqüència de les ficades de pota de Mortadel·lo.
- Filemó se sol enfurismar amb Mortadel·lo i el persegueix amb algun tipus d'arma o objecte llancívol mentre Mortadel·lo escapa disfressat, normalment d'animal (insecte, rèptil, au, gat, etc.).

### Amb el "Súper"
- Filemó i Mortadel·lo són tractats de forma despòtica pel Súper.
- Filemó i Mortadel·lo es burlen d'El Súper i l'ignoren quan els explica els detalls d'una missió
- Filemó i Mortadel·lo sempre solen ficar la pota i El Súper pateix les conseqüències.
- Filemó i Mortadel·lo són perseguits per el Super o aquestos s'amaguen als llocs més inhòspits i remots del planeta (el Desert de gobi, el del Sàhara, els alts del Golan, les Illes Columbretes, l'illa de Pasqua, l'Antàrtida, etc.) mentre al seu costat, un diari dona compte del disbarat que han provocat, mentre adverteix que el Súper està buscant a la parella per un lloc completament diferent.

### Amb elProfessor Bacteri
- Mortadel·lo i Filemó sempre fugen quan El Súper els vol fer provar un invent del professor Bacteri.
- Mortadel·lo i Filemó sofreixen els desastrosos efectes dels invents del professor.

### Amb laSecretària Ofèlia
- Filemó es riu d'Ofèlia, que li fa festetes a Mortadel·lo, i en menor mesura, també a ell.